# Spilosoma jordani
Spilosoma jordani is een vlinder uit de familie spinneruilen (Erebidae), onderfamilie beervlinders (Arctiinae). De wetenschappelijke naam van de soort is voor het eerst geldig gepubliceerd in 1938 door Debauche.
Deze nachtvlinder komt voor in tropisch Afrika.